# 莱阿拉图奥县
萊阿拉圖奧縣（英語：Lealataua County）是美屬薩摩亞西區的一個縣。
萊阿拉圖奧縣第一次的人口紀錄始於1912年的特別人口普查。從1920年開始，每十年進行一次定期人口普查。
阿陶洛馬女子學校位於萊阿拉圖奧縣。